# Thaumetopoea cheela
Thaumetopoea cheela är en fjärilsart som beskrevs av Moore. Thaumetopoea cheela ingår i släktet Thaumetopoea och familjen tandspinnare. Inga underarter finns listade i Catalogue of Life.